# Coupe COSAFA 2009
Navigation
2008 2013
La Coupe COSAFA 2009 est la treizième édition de cette compétition organisée par la COSAFA. Elle est remportée par le Zimbabwe. Madagascar ne prend pas part à la compétition.

## Phase de qualification
Les vainqueurs de chaque groupe se qualifient pour la phase finale.
L'Angola, la Zambie, l'Afrique du Sud, le Mozambique, le Malawi et le Botswana sont exempts de cette phase.

### Groupe A
Les matchs ont lieu du 17 au 21 octobre à Harare (Zimbabwe).
| Rang | Équipe   | Pts | J | G | N | P | Bp | Bc | Diff |  | Résultats (▼ dom., ► ext.) |  |     |     |
| ---- | -------- | --- | - | - | - | - | -- | -- | ---- |  | -------------------------- |  | --- | --- |
| 1    | Zimbabwe | 4   | 2 | 1 | 1 | 0 | 5  | 2  | +3   |  | Zimbabwe                   |  | 2-2 | 3-0 |
| 2    | Lesotho  | 4   | 2 | 1 | 1 | 0 | 3  | 2  | +1   |  | Lesotho                    |  |     | 1-0 |
| 3    | Maurice  | 0   | 2 | 0 | 0 | 2 | 0  | 4  | -4   |  | Maurice                    |  |     |     |

### Groupe B
Les matchs ont lieu du 18 au 22 octobre à Bulawayo (Zimbabwe).
| Rang | Équipe     | Pts | J | G | N | P | Bp | Bc | Diff |  | Résultats (▼ dom., ► ext.) |  |     |     |     |
| ---- | ---------- | --- | - | - | - | - | -- | -- | ---- |  | -------------------------- |  | --- | --- | --- |
| 1    | Botswana   | 7   | 3 | 2 | 1 | 0 | 3  | 0  | +3   |  | Botswana                   |  | 1-0 | 0-0 | 2-0 |
| 2    | Swaziland  | 6   | 3 | 2 | 0 | 1 | 5  | 2  | +3   |  | Swaziland                  |  |     | 3-0 | 2-1 |
| 3    | Comores    | 4   | 3 | 1 | 1 | 1 | 2  | 4  | -2   |  | Comores                    |  |     |     | 2-1 |
| 4    | Seychelles | 0   | 3 | 0 | 0 | 3 | 2  | 6  | -4   |  | Seychelles                 |  |     |     |     |

## Phase finale
|  | Quarts de finale      | Quarts de finale      | Quarts de finale      | Quarts de finale      |                |                | Demi-finales        | Demi-finales        | Demi-finales                  | Demi-finales                  |                               |                               | Finale                | Finale                | Finale                | Finale                |
|  |                       |                       |                       |                       |                |                |                     |                     |                               |                               |                               |                               |                       |                       |                       |                       |
|  | 26 octobre à Bulawayo | 26 octobre à Bulawayo | 26 octobre à Bulawayo | 26 octobre à Bulawayo |                |                | 28 octobre à Harare | 28 octobre à Harare | 28 octobre à Harare           | 28 octobre à Harare           |                               |                               | 1er novembre à Harare | 1er novembre à Harare | 1er novembre à Harare | 1er novembre à Harare |
|  | 26 octobre à Bulawayo | 26 octobre à Bulawayo | 26 octobre à Bulawayo | 26 octobre à Bulawayo |                |                | 28 octobre à Harare | 28 octobre à Harare | 28 octobre à Harare           | 28 octobre à Harare           |                               |                               | 1er novembre à Harare | 1er novembre à Harare | 1er novembre à Harare | 1er novembre à Harare |
|  | Afrique du Sud        | Afrique du Sud        | 2                     | 2                     |                |                | 28 octobre à Harare | 28 octobre à Harare | 28 octobre à Harare           | 28 octobre à Harare           |                               |                               | 1er novembre à Harare | 1er novembre à Harare | 1er novembre à Harare | 1er novembre à Harare |
|  | Afrique du Sud        | Afrique du Sud        | 2                     | 2                     |                |                | 28 octobre à Harare | 28 octobre à Harare | 28 octobre à Harare           | 28 octobre à Harare           |                               |                               | 1er novembre à Harare | 1er novembre à Harare | 1er novembre à Harare | 1er novembre à Harare |
|  | Angola                | Angola                | 0                     | 0                     |                |                | 28 octobre à Harare | 28 octobre à Harare | 28 octobre à Harare           | 28 octobre à Harare           |                               |                               | 1er novembre à Harare | 1er novembre à Harare | 1er novembre à Harare | 1er novembre à Harare |
|  | Angola                | Angola                | 0                     | 0                     | Afrique du Sud | Afrique du Sud | 1 (2)               | 1 (2)               |                               |                               |                               |                               | 1er novembre à Harare | 1er novembre à Harare | 1er novembre à Harare | 1er novembre à Harare |
|  | 26 octobre à Bulawayo |                       |                       |                       | Afrique du Sud | Afrique du Sud | 1 (2)               | 1 (2)               |                               |                               |                               |                               | 1er novembre à Harare | 1er novembre à Harare | 1er novembre à Harare | 1er novembre à Harare |
|  |                       |                       | Zimbabwe              | Zimbabwe              | 1 (3)          | 1 (3)          |                     |                     |                               |                               |                               |                               | 1er novembre à Harare | 1er novembre à Harare | 1er novembre à Harare | 1er novembre à Harare |
|  | Zimbabwe              | Zimbabwe              | Zimbabwe              | Zimbabwe              | 1 (3)          | 1 (3)          | 1                   | 1                   |                               |                               |                               |                               | 1er novembre à Harare | 1er novembre à Harare | 1er novembre à Harare | 1er novembre à Harare |
|  | Zimbabwe              | Zimbabwe              | 29 octobre à Bulawayo |                       |                |                | 1                   | 1                   |                               |                               |                               |                               | 1er novembre à Harare | 1er novembre à Harare | 1er novembre à Harare | 1er novembre à Harare |
|  | Botswana              | Botswana              | 0                     | 0                     |                |                |                     |                     |                               |                               |                               |                               | 1er novembre à Harare | 1er novembre à Harare | 1er novembre à Harare | 1er novembre à Harare |
|  | Botswana              | Botswana              | 0                     | 0                     | Zimbabwe       | Zimbabwe       | 3                   | 3                   |                               |                               |                               |                               |                       |                       |                       |                       |
|  | 25 octobre à Harare   |                       |                       |                       | Zimbabwe       | Zimbabwe       | 3                   | 3                   |                               |                               |                               |                               |                       |                       |                       |                       |
|  |                       |                       | Zambie                | Zambie                | 1              | 1              |                     |                     |                               |                               |                               |                               |                       |                       |                       |                       |
|  | Malawi                | Malawi                | Zambie                | Zambie                | 1              | 1              | 0                   | 0                   |                               |                               |                               |                               |                       |                       |                       |                       |
|  | Malawi                | Malawi                |                       |                       |                |                |                     |                     |                               |                               |                               |                               |                       |                       |                       |                       |
|  | Mozambique            | Mozambique            | 1                     | 1                     |                |                |                     |                     |                               |                               |                               |                               |                       |                       |                       |                       |
|  | Mozambique            | Mozambique            | 1                     | 1                     | Mozambique     | Mozambique     | 0                   | 0                   | Match pour la troisième place | Match pour la troisième place | Match pour la troisième place | Match pour la troisième place |                       |                       |                       |                       |
|  | 25 octobre à Harare   |                       |                       |                       | Mozambique     | Mozambique     | 0                   | 0                   | Match pour la troisième place | Match pour la troisième place | Match pour la troisième place | Match pour la troisième place |                       |                       |                       |                       |
|  |                       |                       | Zambie                | Zambie                | 2              | 2              |                     |                     | 31 octobre à Bulawayo         | 31 octobre à Bulawayo         | 31 octobre à Bulawayo         | 31 octobre à Bulawayo         |                       |                       |                       |                       |
|  | Namibie               | Namibie               | Zambie                | Zambie                | 2              | 2              | 0                   | 0                   | 31 octobre à Bulawayo         | 31 octobre à Bulawayo         | 31 octobre à Bulawayo         | 31 octobre à Bulawayo         |                       |                       |                       |                       |
|  | Namibie               | Namibie               |                       |                       |                |                |                     | 0                   |                               |                               | Afrique du Sud                | Afrique du Sud                | 0                     | 0                     |                       |                       |
|  | Zambie                | Zambie                | 1                     | 1                     |                |                |                     |                     |                               |                               | Afrique du Sud                | Afrique du Sud                | 0                     | 0                     |                       |                       |
|  | Zambie                | Zambie                | 1                     | 1                     | Mozambique     | Mozambique     | 1                   | 1                   |                               |                               |                               |                               |                       |                       |                       |                       |
|  |                       |                       |                       |                       |                |                |                     |                     |                               |                               |                               |                               |                       |                       |                       |                       |

| Vainqueur de la Coupe COSAFA 2009 : Zimbabwe Quatrième titre |